# Ouzouer-sous-Bellegarde
Ouzouer-sous-Bellegarde là một xã trong tỉnh Loiret, vùng Centre-Val de Loire bắc trung bộ nước Pháp.